# Língua gaddang
A língua Gaddang (também Gaddang ou Cagayan) é falada por cerca de 30 mil pessoas do povo Gaddang nas [Filipinas], particularmente ao longo do alto dos rios Magat e Cagayan nas províncias Região II de Nova Vizcaya Isabela (Luzon) e por emigrantes que foram para países da Ásia, Austrália, Canadá, Europa, Oriente Médio, Reino Unido e Estados Unidos. A maioria dos falantes de gaddang também fala o  ilocano, a língua franca do norte de Luzon, bem como o  tagalo e inglês. O Gaddang está associado ao povo "cristianizado Gaddang", e está intimamente relacionado às línguas das terras altas ( não-cristãs  na literatura local) da língua ga'dang com 6 mil falantes, [língua cagayan agta]] com menos de 1.000 e  Atta com 2.000 (embora os Negritos, povo Aeta e Atta sejam geneticamente não relacionados ao Gaddang austronésio e mais distantes do  Ibanag , Itawis,  Yogad,  Isneg e  Malaweg.

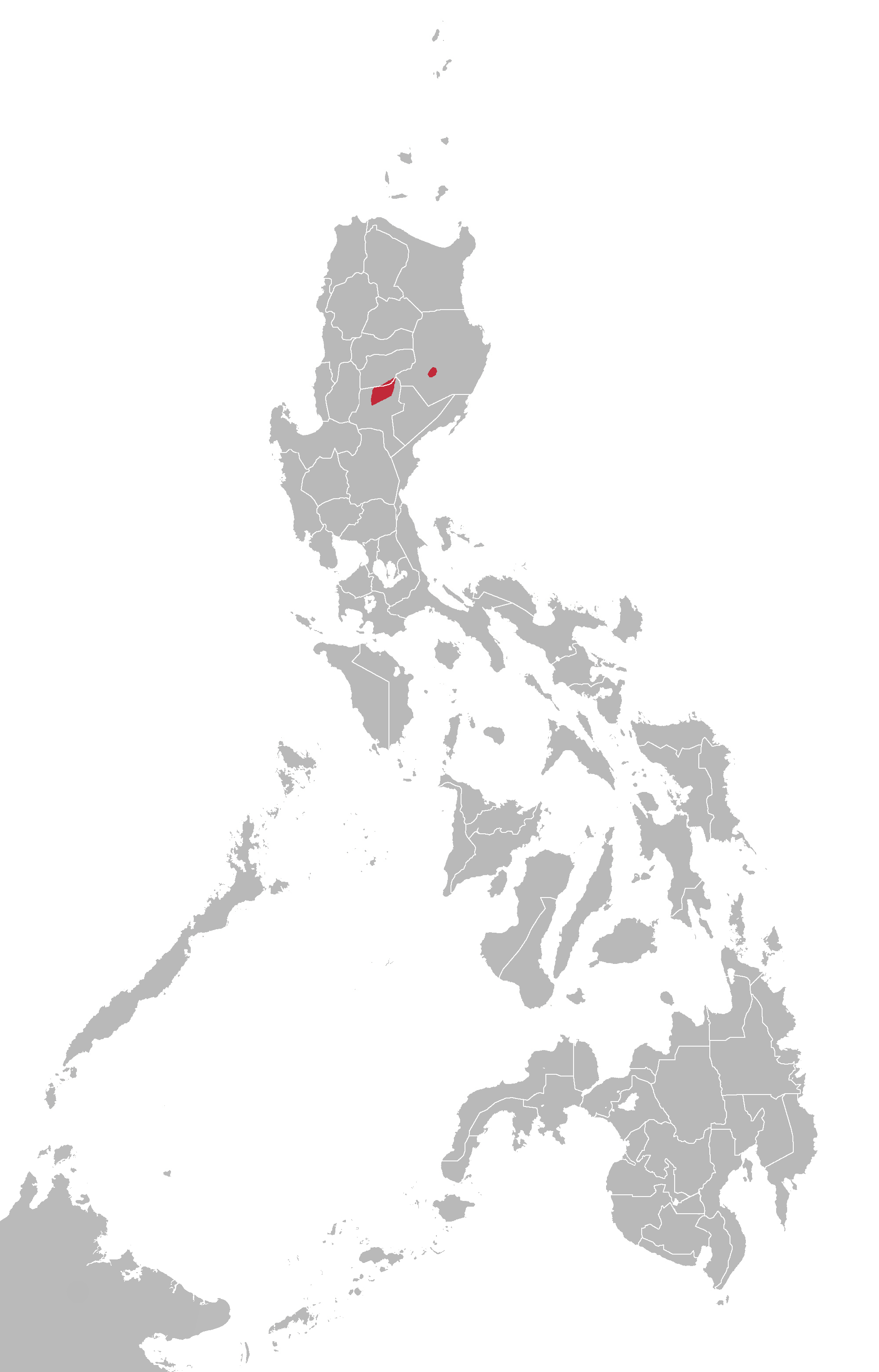
Áreas onde se fala Gaddang conf. Ethnologue

## Fonologia
A língua Gaddang está relacionada a Ibanag, Itawis, Malaueg e outras. É distintapelo fato de apresentar fonemas não presentes em muitas línguas Filipinas vizinhas. Como exemplo, os sons "f", "v", "z" e "j" aparecem só no Gaddang. Existem diferenças notáveis de outras línguas na distinção entre "r" e "l", e o som "f" é uma fricativa bilabial surda um pouco distinta da forma mais forte "p" que soa comum em muitas línguas filipinas (mas não muito mais parecida com a fricativa labiodental surda) do inglês. Por fim, o som "J" de voz surda no espanhol evoluiu para um tom plosivo (o nome "Joseph" soa ao ouvido americano como "Kosip").

### Vogais
Os sons vogais do Gaddang são seis:  /a/, /i/, /u/, /ɛ/, /o/, /ɯ/

### Consoantes
Gaddang possui consoantes duplicadas, portanto o idioma pode parecer gutural para os falantes de tagalo, ilokano e até pangasinano. A singularidade dessa circunstância é freqüentemente expressa ao dizer que os falantes de Gaddang têm "uma língua dura"
Por exemplo: tudda (tood-duh), que significa arroz.
Gaddang é uma das línguas filipinas excluídas da alofonia  [ɾ] -  [d]

## Escrita
O Gaddang usa o alfabeto latino sem as letras Q, X, Z.

## Gramática

### Pronomes pessoais
- Eu - Iccanak
- Você, Tu- Icca
- Ele, Ela - Baggina
- Nós (exclusivo) - Iccami
- Nós (inclusivo) - Iccanetam
- Vocês (plural/polido) - Iccayu/
- Eles, Elas - Ira
- Irmõs(Ãs)- wayi/anak/kolak

### Demonstrativos
- Yao - Este
- Yan - Aquele
- Sitao - Aqui
- Sitan - Ali
- Sinay - Lá

### Interrogativos
- quem, o que - nenay. (nenay ka? Quem é você? nenay yan? O que é isso?)
- por que - saay/ma/?
- onde - sintaw/sintaw pe?
- onde está - ope
- como - manantaw/insanna?
- quanto - pigya

### Numerais
- 0- awan
- 1- tata
- 2- addua
- 3- tallu
- 4- appat
- 5- lima
- 6- annam
- 7- pitu
- 8- walu
- 9- siyam
- 10- tafulu
- 11- tafulu tata
- 12- tafulu addua
- 13- tafulu tallu
- 14- tafulu appat
- 15-tafulu lima
- 20- duafulu
- 21- duafulu tata
- 22- duafulu dua
- 100- tahatut
- 200- duatut
- 500- limatut
- 1000- tarifu
- 2000- duarifu

## Vocabulário e frases

### Substantivos
| Português     | Gaddang                        | Tagalog                 |
| ------------- | ------------------------------ | ----------------------- |
| casa          | balai                          | bahay                   |
| gimoça        | bafay                          | babae                   |
| rapaz         | lalaki                         | lalaki                  |
| cobra         | irao                           | ahas                    |
| pessoa        | tolay                          | tao                     |
| water         | danum                          | tubig                   |
| água          | duyug                          | plato; pinggan          |
| luz           | siruat                         | ilaw                    |
| nome          | ngan                           | pangalan                |
| ave           | pappitut                       | ibon                    |
| porco         | bafuy                          | baboy                   |
| búfalo        | daffug                         | kalabaw                 |
| chave         | alladdu                        | susi                    |
| estada        | dalan                          | daan                    |
| estômago      | kuyung                         | tiyan                   |
| chinelo       | sinyelat                       | tsinelas                |
| comida        | maac-can                       | pagkain                 |
| bolo de arroz | dekat                          | kakanin                 |
| mãe           | ina                            | ina                     |
| pai           | ama                            | ama                     |
| irmão         | wayi, manung (pollito)         | kapatid, kuya (pollito) |
| irmã          | wayi a bafay, manang (pollito) | kapatid, ate (pollito)  |
| irmão-irmã    | wayi                           | kapatid                 |

### Saudações/ Perguntas
- Bom Dia. - Macasta a daddaramat / nalawad agigibbat.
- Boa tarde. - Macasta a fuwab / nalawad a fuwab.
- Boa noite / noite. - Macasta a gaffi / nalawad a gafi.
- Como você está? - Manantaw ka?
- Estou bem e você? - Mappia ac pay, icca ay?
- Estou bem, graças a Deus. - Mappia ak pay, mabbalat si dios ay.
- Obrigado. - Mabbalat sicuam.
- Onde você vai? - Sintaw yo angan nu?
- Eu vou ... - Umang ngac ci ......
- O que você está fazendo? - Hanna angwa-angwan nu?
- Oh, nada em particular. - E awan lamang.
- Entre. - Makigumallak ac, umunag ca.
- Feliz Aniversário. - Maka yoan ka ??
- Visitamos nosso avô. - Binisitan mi e lolo.  Ou  bisitan mi e lolo.
- Nós somos bons, avô? - Husta eta lolo?  Ou  mapia eta lolo?
- Quem é Você? - Cinno ka?
- Esquiva essa bola! - Aroyuan nu yo bolla!
- Porque voce esta chorando? – Saay um mattangit ca?
- Há muitas pessoas aqui? - Addu (yao) tolay sitao?
- Você está com sono? - Sikkaturug kan?
- Eu não quero dormir ainda. - Ammec kepay gustu a) makkaturug.

### Frases
| Gaddang                                | Tagalog                                      | Português                                                       |
| Nenay inaccannu singcabbulan?          | Ano ang kinain mo kanina?                    | O que você comeu logo agora?                                    |
| Nenay inaccan diaw sin kabbulan?       | Ano ang kinain ninyo kanina ?                | O que vocês todos comendo?                                      |
| Nenay inaccan nu?                      | Ano ang kinain mo?                           | O que você comeu?                                               |
| Nenay a "rainbow" ci gaddang?          | Ano ang salitang "rainbow" sa gaddang?       | Como é a palavra para arco-íris em Gaddang?                     |
| Paddatang na manggan kamin.            | Pagdating niya, kumakain kami.               | Nós estávamos comendo quando eles vieram.                       |
| Nu dimatang baggina, de nanggan kamin. | Kung dumating sana siya, nakakain sana kami. | Eu (nós) esperamos que quando chegarem, nós já tenhamos comido. |
| Mem manggan.                           | Huwag kang kumain.                           | Não coma!                                                       |
| Mangngan ka.                           | Kumain ka na!                                | Coma!                                                           |
| Inquac yan! / Accuac yan!              | Akin yan!                                    | That's mine!                                                    |
| Kanggaman cu icca. / Anggamman ta ka.  | Mahal kita.                                  | Eu te amo.                                                      |

Abaixo estão exemplos de provérbios e enigmas de Gaddang. Observe o Ilokano e até mesmo a palavra de empréstimo em espanhol..
Inaccan na lammag ca. ("comido por jacaré "ha, ha!)
Nu boliarancu ay mabbebed - abanacio. (Se eu abrir, fofoca - um fã.)
Si liek a mangngan, mabattuac; ackabalin cu mangngan, mabisinnac - caldero. (Antes de uma refeição, estou cheio; depois estou com fome - uma panela.)